# Nell Franzen
Nell W. Franzen (17 de noviembre de 1889 – 21 de agosto de 1973) fue una actriz estadounidense de cine y teatro de la época del cine mudo. Nativa de Portland, Oregón, Franzen comenzó su carrera actuando en el teatro local. Firmó con la Baker Theatre Company y actuó en varias producciones teatrales, convirtiéndose en una prolífica actriz de teatro en el noroeste del Pacífico.
Más tarde, en 1913, se trasladó a Los Ángeles para trabajar en películas mudas y firmó un contrato con la America Film Company. Una de sus primeras apariciones en el cine fue en Love and the Law (1913), con Wallace Reid, a la que siguieron Lord Loveland Discovers America (1916) y Embers. Franzen hizo su última aparición en el cine en 1924, antes de retirarse de la actuación.

## Primeros años
Nell Franzen nació el 17 de noviembre de 1889 en Portland, Oregón, hija de John O'Flarrity Franzen y Mary Ellen Coshow. Según el censo de los Estados Unidos de 1930, el padre de Franzen era de Massachusetts y su madre nativa de Misuri. Tenía una hermana mayor, Mae Frances Franzen.[cita requerida]

## Carrera

### Carrera teatral
Comenzó su carrera como actriz trabajando en el teatro de variedades. En 1910 empezó a actuar con la Baker Stock Company en el Baker Theatre de Portland, bajo la dirección de Marshall Farnum. En 1908 participó en la producción teatral The Toyshop, y también actuó con la Sanford Stock Company en Vancouver, Columbia Británica.
En 1912, Franzen actuó con la compañía teatral de Harry Corson Clarke en Honolulu, Hawai.

### Películas

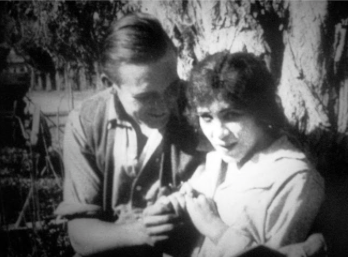
Franzen con Wallace Reid en Love and the Law (1913)

Tras mudarse a Los Ángeles para dedicarse al cine mudo, Franzen recorrió el mundo actuando para los veteranos en los campamentos de soldados durante la Primera Guerra Mundial junto a su compañera estrella del cine mudo Neva Gerber.
Uno de sus primeros créditos fue junto a Wallace Reid en Love is the Law (1913). En un número de Motography de 1916, se decía: "Nell Franzen, que ha interpretado pequeños papeles en producciones cinematográficas estadounidenses, está ascendiendo en la profesión...Miss Franzen ha conseguido su ascenso gracias al buen trabajo realizado en los pequeños papeles que le han dado. Es pequeña y guapa y tiene un aspecto agradable en la pantalla".
Su éxito entre el público y la crítica le valió papeles más importantes en el cine mudo, la mayoría de ellos con la American Film Company de Santa Bárbara, en la que a menudo actuaba junto a Constance Crawley y Arthur Maude; estos papeles incluían papeles en Lord Loveland Discovers America (1916) y Embers (1916). También apareció en el primer capítulo del serial cinematográfico The Diamond from the Sky con Lottie Pickford.
También continuó trabajando en el teatro, actuando en una obra de un solo acto titulada "Room 13", escrita por Sherwood MacDonald, junto a Helen Emma Reaume, esposa de Tyrone Power. La obra estuvo de gira por todo el sur de California en 1919.

## Vida personal
Según el índice de defunciones de California, murió el 21 de agosto de 1973 en Orange, California, a los 83 años. Está enterrada en el Forest Lawn Memorial Park en Glendale, California, junto a su madre, Mary, y su hermana, Mae.[cita requerida]

## Créditos

### Filmografía
| Año  | Título                          | Papel                | Notas           | Ref.   |
| ---- | ------------------------------- | -------------------- | --------------- | ------ |
| 1913 | Love and the Law                |                      |                 | [ 10 ] |
| 1913 | The Ashes of Three              |                      |                 | [ 13 ] |
| 1915 | Ima Simp, Detective             |                      |                 | [ 16 ] |
| 1915 | The Ladder of Love              | hermana de John      |                 | [ 13 ] |
| 1915 | The Diamond from the Sky        |                      | Ch. 1 of serial | [ 13 ] |
| 1915 | The Trail of the Serpent        | Carlotta             |                 | [ 13 ] |
| 1915 | Film Tempo                      | Charlotte Briggs     |                 | [ 13 ] |
| 1915 | In the Sunset Country           | Madge, The Lost Soul |                 | [ 13 ] |
| 1915 | Yes or No                       |                      |                 | [ 13 ] |
| 1916 | Time and Tide                   | Ruth Walters         |                 | [ 13 ] |
| 1916 | Dust                            |                      |                 | [ 17 ] |
| 1916 | Lord Loveland Discovers America | Izzy                 |                 | [ 13 ] |
| 1916 | Life's Blind Alley              | Rose McKee           |                 | [ 13 ] |
| 1916 | Embers                          | Maysie Stafford      |                 | [ 18 ] |
| 1916 | Revelations                     | Marie                |                 | [ 13 ] |
| 1916 | The Courtesan                   | Bettie Howard        |                 | [ 13 ] |
| 1916 | Purity                          | Maiden               |                 | [ 13 ] |
| 1916 | The Strength of Donald McKenzie |                      |                 | [ 13 ] |
| 1924 | Sagebrush Gospel                | Mrs. Harper          |                 | [ 19 ] |

### Créditos teatrales
| Año  | Título                   | Papel                | Ubicación                                                      |
| ---- | ------------------------ | -------------------- | -------------------------------------------------------------- |
| 1908 | The Toyshop              | Doll                 | Baker Theatre, Portland, Oregón, Estados Unidos                |
| 1909 | Merely Mary Ann          | Sister Trippitt      | Baker Theater, Portland, Oregón, Estados Unidos                |
| 1910 | Under Southern Skies     | Anner Lizer          | The Spokane in Spokane, Washington, U.S.                       |
| 1910 | The Prince Chap          | Phoebe Puckers       | Baker Theater, Portland, Oregón, Estados Unidos                |
| 1910 | The Man from Mexico      |                      | Baker Theater, Portland, Oregón, Estados Unidos                |
| 1910 | All the Comforts of Home | Emily Pettibone      | Baker Theater, Portland, Oregón, Estados Unidos                |
| 1910 | Sapho                    | Soubrise             | Baker Theater, Portland, Oregón, Estados Unidos                |
| 1911 | Brown's in Town          | Freda Von Hollenbeck | Bungalow Theater, Portland, Oregón, Estados Unidos             |
| 1919 | Room 13                  |                      | San Diego, California; Los Ángeles, California, Estados Unidos |

## Lectura adicional
- Katchmer, George A. (1991). Eighty Silent Film Stars: Biographies and Filmographies of the Obscure to the Well Known. McFarland. ISBN 978-0-899-50494-0.